# Agonocryptus violascens
Agonocryptus violascens är en stekelart som först beskrevs av Taschenberg 1876.  Agonocryptus violascens ingår i släktet Agonocryptus och familjen brokparasitsteklar. Inga underarter finns listade i Catalogue of Life.